# Stereo
Sterefonski zvuk ili stereo je način da se stvori iluzija usmjerenosti i zvučne perspektive. Ovo se obično ostvariva korištenjem dva ili više nezavisnih zvučnih kanala kroz namještavanje dva ili više zvučnika na takav način da se stvara predodžba da se zvuk čuje iz raznih smjerova, kao kod prirodnog sluha. Suprotnost stereo zvuku je mono ili monofonski zvuk, gdje zvuk zrači iz jednog kanala.